# 2015 로드 FC 대회
2015 로드 FC 대회는 대한민국의 종합격투기단체  로드 FC의 2015년도 대회에 관하여 다루고 있다. 2015년은 로드 FC의 출범 5년째가 되는 해였다. 총 7개의 대회가 개최되었으며 로드 FC 021 대회로 시작해 로드 FC 027 대회로 끝이 났다.

## 이벤트 목록
| # | 대회명                     | 메인이벤트             | 날짜             | 경기장                      | 장소          |
| - | -------------------------- | ---------------------- | ---------------- | --------------------------- | ------------- |
| 7 | Road FC 027: In China      | 최홍만 vs. 루오췐차오  | 2015년 12월 26일 | 상하이 오리엔탈 스포츠 센터 | 상하이        |
| 6 | Road FC 026                | 최무겸 vs. 무랏 카잔   | 2015년 10월 9일  | 장충체육관                  | 서울특별시    |
| 5 | Road FC 025                | 이윤준 vs. 최무겸      | 2015년 8월 22일  | 원주치악체육관              | 강원도 원주시 |
| 4 | Road FC 024: In Japan      | 후쿠다 리키 vs. 전어진 | 2015년 7월 25일  | 아리아케 콜리세움           | 도쿄          |
| 3 | Road FC 023                | 이윤준 vs. 문제훈      | 2015년 5월 2일   | 장충체육관                  | 서울특별시    |
| 2 | Road FC 022                | 권아솔 vs. 이광희      | 2015년 3월 21일  | 장충체육관                  | 서울특별시    |
| 1 | Road FC 021: Champions day | 최무겸 vs. 서두원      | 2015년 2월 1일   | 장충체육관                  | 서울특별시    |

## Road FC 027: In China
샤오미 Road FC 027: In China는 대한민국의 종합격투기 단체 로드 FC가 2015년 12월 26일 중국 상하이 상하이 오리엔탈 스포츠 센터에서 개최한 대회이다.
본 대회는 일본에서 개최된 로드 FC 024 대회에 이은 로드 FC의 두 번째 해외 진출이며, 국내 메이저 스포츠 단체가 최초로 중국에 진출한 대회로 기록되고 있다. 또한 중국의 CCTV를 통해 생중계 되었고, 관중 수는 18,000명을 기록, 로드 FC 대회 역사상 가장 많은 관중 수를 기록했다.

### 배경
본 대회에서는 초대 로드 FC 무제한급 챔피언 결정을 위한 토너먼트 8강전 네 개의 매치, "명현만 vs. 리앙리위", "마이티 모 vs. 최무배", "아오르꺼러 vs. 김재훈", "최홍만 vs. 루오췐차오"가 진행되었다. 이 중 "최홍만 vs. 루오췐차오" 매치는 메인이벤트로 선택되었다. 코메인이벤트에서는 주먹이 운다 출신의 홍영기가 TUF 출신의 중국 선수 장리펑과 맞대결을 펼쳤다. 코메인이벤트에 앞서 벌어진 무제한급 매치,  '아오르꺼러 vs. 김재훈'은 메인이벤트보다도 오히려 더 많은 에피소드를 쏟아내며 화제를 모았다. 두 선수의 기 싸움은 11월 18일, 중국 북경 마르코폴로 호텔에서 진행된 기자회견장에서부터 이미 육탄전을 벌이며 시작되었고, 대회 전일 진행된 계체량 현장에서도 이어졌다. 제1부에서 펼쳐진 유일한 여성부 경기에서는 남예현이 중국의 옌샤오난과 맞대결을 펼쳤다.

### 결과
| Part 2          | Part 2     | Part 2 | Part 2          | Part 2                       | Part 2 | Part 2 | Part 2 |
| 체급            |            |        |                 | 방법                         | 라운드 | 시간   | 비고   |
| --------------- | ---------- | ------ | --------------- | ---------------------------- | ------ | ------ | ------ |
| 무제한급        | 최홍만     | def.   | 루오췐차오      | TKO (기권)                   | 1      | 3:14   | [ a ]  |
| 라이트급        | 장리펑     | def.   | 홍영기          | 서브미션 (리어네이키드 초크) | 1      | 1:33   |        |
| 무제한급        | 아오르꺼러 | def.   | 김재훈          | TKO (펀치)                   | 1      | 0:24   | [ b ]  |
| 라이트헤비급    | 자오쯔룽   | def.   | 미노와맨        | TKO (펀치)                   | 1      | 1:24   |        |
| 밴텀급          | 자오즈캉   | def.   | 최무송          | 판정 (2-1)                   | 2      | 5:00   |        |
| 라이트급        | 난딘에르덴 | def.   | 바오인창        | 판정 (3-0)                   | 2      | 5:00   |        |
| Part 1          |            |        |                 |                              |        |        |        |
| 체급            |            |        |                 | 방법                         | 라운드 | 시간   | 비고   |
| 무제한급        | 마이티 모  | def.   | 최무배          | TKO (펀치)                   | 1      | 3:43   | [ c ]  |
| 무제한급        | 명현만     | def.   | 리앙링위        | KO (펀치)                    | 1      | 0:13   | [ d ]  |
| 페더급          | 허난난     | def.   | 다나카 다이사쿠 | TKO (그라운드 & 파운드)      | 1      | 1:52   |        |
| 여성부 스트로급 | 옌샤오난   | def.   | 남예현          | 판정 (3-0)                   | 2      | 5:00   |        |
| 페더급          | 최종찬     | def.   | 이부꺼러        | 판정 (3-0)                   | 2      | 5:00   |        |

1. ↑  로드 FC 무제한급 토너먼트 8강전
2. ↑  로드 FC 무제한급 토너먼트 8강전
3. ↑  로드 FC 무제한급 토너먼트 8강전
4. ↑  로드 FC 무제한급 토너먼트 8강전

### 라운드 걸
- 최슬기, 공민서, 임지우

## Road FC 026
360게임 Road FC 026은 대한민국의 종합격투기 단체 로드 FC가 2015년 10월 9일 서울 장충체육관에서 개최한 대회이다.

### 배경
통합 로드 FC 플라이급 챔피언십, '송민종 vs. 조남진'이 메인이벤트로 선택되었다. 두 선수는 초대 플라이급 챔피언을 결정짓는 로드 FC 016 대회에서 박빙의 승부를 펼친 바 있으며, 당시 조남진이 송민종을 판정으로 누르고 챔피언에 등극했었다. 이후 두 선수의 리매치가 결정되었지만, 조남진이 장기간의 재활을 요하는 부상을 당해 계속 이루어지지 않았고, 결국 로드 FC 021 대회에서 송민종이 일본의 가스가이 다케시와 잠정 챔피언십을 갖게 됐다. 이 대결에서 송민종은 연장 4라운드까지 간 끝에 심판 전원일치 판정승을 거두며 잠정 챔피언에 등극했고, 이후 챔피언 조남진이 부상에서 회복을 하자 현 챔피언 대 잠정 챔피언이라는 통합 챔피언십이 본 대회에서 성사되었다. 코메인이벤트는 헤비급 매치, '최무배 vs. 마이티 모'가 선택되었다. 두 선수는 동갑내기로 지난 2007년 미국에서 열린 K-1 Hero's Dynamite!! USA 대회에서 맞대결이 예정되어 있었지만, 최무배의 건강상 문제로 미국 캘리포니아주 체육위원회가 출전 허가를 하지 않아 경기가 무산됐었다.
한편 본 대회에서는 최종찬 · 한이문 · 홍영기 · 김승연 · 장대영 등 XTM의 격투기 리얼리티 쇼 '주먹이 운다' 출신 파이터들이 대거 출전했다.

### 결과
| Main card       | Main card     | Main card | Main card       | Main card       | Main card | Main card | Main card |
| 체급            |               |           |                 | 방법            | 라운드    | 시간      | 비고      |
| --------------- | ------------- | --------- | --------------- | --------------- | --------- | --------- | --------- |
| 플라이급        | 송민종 (ic)   | def.      | 조남진 (c)      | 판정 (3-0)      | 4         | 5:00      | [ a ]     |
| 헤비급          | 마이티 모     | def.      | 최무배          | KO (펀치)       | 1         | 0:37      |           |
| 무제한급        | 명현만        | def.      | 구스노키 자이로 | TKO (펀치)      | 1         | 0:35      |           |
| 페더급          | 홍영기        | def.      | 허난난          | 판정 (3-0)      | 3         | 5:00      |           |
| 라이트급        | 사사키 신지   | def.      | 최종찬          | 서브미션 (키락) | 3         | 1:25      |           |
| 밴텀급          | 한이문        | vs.       | 유안예          | 무승부 (1-0)    | 2         | 5:00      |           |
| 라이트급        | 김승연        | def.      | 정두제          | KO (펀치)       | 1         | 0:30      |           |
| Young Guns 025  |               |           |                 |                 |           |           |           |
| 체급            |               |           |                 | 방법            | 라운드    | 시간      | 비고      |
| 페더급          | 타이런 핸더슨 | def.      | 석상준          | KO (펀치)       | 2         | 4:06      |           |
| 웰터급          | 윤철          | def.      | 카림 보우라라시 | TKO (펀치)      | 2         | 4:06      |           |
| 밴텀급          | 최무송        | def.      | 장대영          | 판정(2-1)       | 2         | 5:00      |           |
| -80 kg 계약체중 | 라인재        | def.      | 구와바라 기요시 | TKO (펀치)      | 2         | 0:14      |           |
| 페더급 매치     | 양재웅        | def.      | 우에노 도지     | 판정 (3-0)      | 2         | 5:00      |           |
| -67 kg 계약체중 | 김미남        | def.      | 정광석          | 판정 (3-0)      | 2         | 5:00      |           |
| 밴텀급          | 장익환        | def.      | 황도윤          | TKO (펀치)      | 1         | 2:11      |           |
| 페더급          | 진태호        | def.      | 서동수          | 서브미션 (암바) | 1         | 4:30      |           |

1. ↑  통합 로드 FC 플라이급 챔피언십

### 라운드 걸
- 최슬기, 맹승지, 송효경, 양커

## Road FC 025
360게임 Road FC 025는 대한민국의 종합격투기 단체 로드 FC가 2015년 8월 22일 원주치악체육관에서 개최한 대회이다.

### 배경
밴텀급 챔피언 이윤준과 페더급 챔피언 최무겸의 페더급 논타이틀 슈퍼 파이트가 메인이벤트로 선택되었다. 그간 어떠한 종합격투기 대회사에서도 시도되지 않았던 형태의 이 매치는 소극적인 경기 운영의 최무겸을 향한 이윤준의 적극적인 도발과 대결 제의에 의해 이루어진 것으로 부정적인 시선과 평가도 많았다. 코메인 이벤트에서는 국내 밴텀급을 넘어 아시아 밴텀급 최강자로 인정받던 김수철이 한 체급 위인 페더급에 도전, 일본의 판크라스와 센코쿠, 두 단체에서 페더급 왕좌에 오른 바 있고, 벨라토르에서도 빼어난 활약을 펼친 세계적인 강자 브라질의 말론 산드로와 대결을 펼쳤다.
한편 본 대회에서는 12월 개최되는 로드 FC의 중국 대회를 앞두고 처음으로 중국 선수들이 투입되었다.

### 결과
| Main card         | Main card     | Main card | Main card   | Main card             | Main card | Main card | Main card |
| 체급              |               |           |             | 방법                  | 라운드    | 시간      | 비고      |
| ----------------- | ------------- | --------- | ----------- | --------------------- | --------- | --------- | --------- |
| 페더급            | 이윤준        | def.      | 최무겸      | 판정 (3-0)            | 3         | 5:00      | [ a ]     |
| 페더급            | 김수철        | vs.       | 말론 산드로 | 무승부 (0-0)          | 3         | 5:00      |           |
| 미들급            | 김내철        | def.      | 동신        | TKO (펀치)            | 2         | 1:14      |           |
| 밴텀급            | 네즈 유타     | def.      | 박형근      | TKO (펀치)            | 1         | 0:21      |           |
| 웰터급            | 김석모        | def.      | 오너르 테컬 | TKO (펀치)            | 1         | 1:55      |           |
| 여성부 아톰급     | 다카노 사토미 | def.      | 박정은      | 판정 (2-0)            | 2         | 5:00      |           |
| -64.5 kg 계약체중 | 권민석        | def.      | 우제        | TKO (파운딩)          | 1         | 2:44      |           |
| Young Guns 024    |               |           |             |                       |           |           |           |
| 체급              |               |           |             | 방법                  | 라운드    | 시간      | 비고      |
| -67.5 kg 계약체중 | 김원기        | def.      | 정두제      | 실격 (스탬핑 킥 반칙) | 1         | 0:35      |           |
| 라이트급          | 기원빈        | def.      | 박충일      | TKO (펀치)            | 1         | 1:18      |           |
| 라이트급          | 김경표        | def.      | 조영준      | 판정 (3-0)            | 2         | 5:00      |           |
| 플라이급          | 유재남        | def.      | 칸 카잔     | TKO (기권)            | 1         | 5:00      |           |
| 라이트급          | 박찬솔        | def.      | 김이삭      | 판정 (3-0)            | 2         | 5:00      |           |
| 플라이급          | 곽종현        | def.      | 정준회      | 판정 (3-0)            | 2         | 5:00      |           |
| 미들급            | 전영준        | def.      | 최인용      | KO (펀치)             | 1         | 3:27      |           |
| -72 kg 계약체중   | 박해진        | def.      | 최종찬      | 판정 (3-0)            | 2         | 5:00      |           |
| 플라이급          | 김우재        | def.      | 이원준      | 판정 (2-1)            | 2         | 5:00      |           |

1. ↑  페더급 논타이틀 슈퍼 파이트

### 라운드 걸
- 최슬기, 공민서

## Road FC 024: In Japan
360게임 Road FC 024: In Japan은 대한민국의 종합격투기 단체 로드 FC가 2015년 7월 25일 일본 도쿄 아리아케 콜리세움에서 개최한 대회이다.

### 배경
후쿠다 리키와 전어진의 3대 로드 FC 미들급 챔피언십이 메인이벤트로 선택되었다. 초대 미들급 챔피언 오야마 슌고를 꺽고 2대 미들급 챔피언십 왕좌에 오른 이은수는 치명적인 무릎 부상으로 방어전을 계속해서 치르지 못한 채 은퇴의 기로에서 2014년 7월 챔피언 벨트를 정식 반납했다. 이후 대회사는 공석이 된 미들급 타이틀전 방식을 고민하다가 로드 FC에 등장한 이후 김희승 · 윤동식 · 이둘희를 연이어 격파하며 최강의 미들급 파이터로 인정받던 UFC 출신의 후쿠다 리키와 김대성 · 박정교를 누르며 상승세를 이어가던 신성의 미들급 파이터 전어진의 챔피언십을 본 대회에서 확정했다.

### 결과
| Main card        | Main card       | Main card | Main card       | Main card                    | Main card | Main card | Main card |
| 체급             |                 |           |                 | 방법                         | 라운드    | 시간      | 비고      |
| ---------------- | --------------- | --------- | --------------- | ---------------------------- | --------- | --------- | --------- |
| 미들급           | 후쿠다 리키     | def.      | 전어진          | TKO (펀치)                   | 1         | 2:51      | [ a ]     |
| 헤비급           | 카를로스 도요타 | def.      | 최홍만          | KO (펀치)                    | 1         | 1:29      |           |
| 헤비급           | 최무배          | def.      | 가와구치 유스케 | TKO (그라운드 & 파운드)      | 2         | 4:51      |           |
| 미들급           | 미노와맨        | def.      | 김대성          | 판정 (3-0)                   | 3         | 5:00      |           |
| 밴텀급           | 김수철          | def.      | 나카하라 다이요 | 서브미션 (길로틴 초크)       | 1         | 4:36      |           |
| -88 kg 계약체중  | 윤동식          | def.      | 다카세 다이쥬   | 판정 (2-1)                   | 3         | 5:00      |           |
| 여자 -45 kg 계약 | 시나시 사토코   | def.      | 이예지          | TKO (펀치)                   | 2         | 4:50      |           |
| 라이트급         | 이광희          | def.      | 오하라 주리     | TKO (펀치)                   | 1         | 3:54      |           |
| Young Guns 023   |                 |           |                 |                              |           |           |           |
| 체급             |                 |           |                 | 방법                         | 라운드    | 시간      | 비고      |
| 페더급           | 홍영기          | def.      | 곤노 히로카쥬   | 판정 (3-0)                   | 2         | 5:00      |           |
| 페더급           | 김민우          | def.      | 사토 쇼코       | 판정 (3-0)                   | 2         | 5:00      |           |
| 페더급           | 하라이 도류     | def.      | 김호준          | 서브미션 (리어네이키드 초크) | 2         | 3:40      |           |
| 플라이급         | 미나미데 고우   | def.      | 김효룡          | 판정 (3-0)                   | 2         | 5:00      |           |
| 페더급           | 백승민          | def.      | 에노모토 아키라 | TKO(펀치)                    | 1         | 0:42      |           |
| 미들급           | 오자키 히로키   | def.      | 나카무라 유타   | 판정 (3-0)                   | 2         | 5:00      |           |
| 페더급           | 스기야마 가즈시 | def.      | 다카시마 다이키 | TKO (그라운드 & 파운드)      | 1         | 2:44      |           |
| 페더급           | 고가네 쇼       | def.      | 사와이 하야토   | 서브미션 (리어네이키드 초크) | 1         | 2:43      |           |
| 밴텀급           | 오오바 쇼       | def.      | 나가미네 가츠야 | 판정 (3-0)                   | 2         | 5:00      |           |
| 플라이급         | 스즈키 유키     | def.      | 다나베 다케히토 | TKO (그라운드 & 파운드)      | 1         | 2:50      |           |

1. ↑  공석의 로드 FC 미들급 챔피언십

### 라운드 걸
- 최슬기, 공민서

## Road FC 023
굽네치킨 Road FC 023은 대한민국의 종합격투기 단체 로드 FC가 2015년 5월 2일 서울 장충체육관에서 개최한 대회이다.

### 결과
| Main card        | Main card       | Main card | Main card       | Main card               | Main card | Main card | Main card |
| 체급             |                 |           |                 | 방법                    | 라운드    | 시간      | 비고      |
| ---------------- | --------------- | --------- | --------------- | ----------------------- | --------- | --------- | --------- |
| 밴텀급           | 이윤준 (c)      | def.      | 문제훈          | 판정 (3-0)              | 3         | 5:00      | [ a ]     |
| 헤비급           | 최무배          | def.      | 루카스 타니     | TKO (그라운드 & 파운드) | 1         | 1:46      |           |
| 여자 -63 kg 계약 | 김지연          | def.      | 하디시 오즈얼트 | 서브미션 (암바)         | 2         | 1:14      |           |
| 여자 스트로급    | 후지노 에미     | def.      | 박정은          | 판정 (2-0)              | 2         | 5:00      |           |
| 라이트급         | 김승연          | def.      | 난딘에르덴      | KO (니킥)               | 1         | 3:58      |           |
| -84 kg 계약      | 카림 보우라라시 | def.      | 이창섭          | TKO (펀치)              | 1         | 0:18      |           |
| Young Guns 022   |                 |           |                 |                         |           |           |           |
| 체급             |                 |           |                 | 방법                    | 라운드    | 시간      | 비고      |
| 웰터급           | 차인호          | def.      | 손규석          | TKO (펀치)              | 2         | 2:25      |           |
| 웰터급           | 김석모          | def.      | 가와구치 유타로 | TKO (펀치)              | 1         | 4:26      |           |
| 페더급           | 홍성호          | def.      | 정영삼          | 판정 (2-1)              | 2         | 5:00      |           |
| 라이트급         | 손진호          | def.      | 최종찬          | 판정 (3-0)              | 2         | 5:00      |           |
| 미들급           | 라인재          | def.      | 김현민          | 판정 (3-0)              | 2         | 5:00      |           |
| 밴텀급           | 장대영          | def.      | 정석찬          | TKO (펀치)              | 1         | 0:49      |           |
| 플라이급         | 곽종현          | def.      | 홍정태          | 판정 (3-0)              | 2         | 5:00      |           |
| 밴텀급           | 서진수          | def.      | 이윤진          | TKO (펀치)              | 1         | 4:01      |           |

1. ↑  로드 FC 밴텀급 챔피언십

### 라운드 걸
- 박시현, 공민서

## Road FC 022
굽네치킨 Road FC 022는 대한민국의 종합격투기 단체 로드 FC가 2015년 3월 21일 서울 장충체육관에서 개최한 대회이다.

### 배경
'영원한 라이벌' 권아솔과 이광희의 로드 FC 라이트급 챔피언십이 메인이벤트로 선택되었다. 남의철의 UFC 이적으로 공석이 됐던 챔피언에 등극, 2대 로드 FC 라이트급 챔피언에 오른 권아솔은 과거 그에게 두 번의 패배를 안긴 바 있어, 도전자로서의 충분한 명분을 갖고 있는 이광희와 1차 방어전을 치르게 됐다. 두 선수의 첫 번째 대결은 2007년 3월 11일 스피릿 MC: 인터리그 5에서 치러졌다. 웰터급 타이틀 도전자를 결정하는 매치였다. 두 번째 대결은 2007년 6월 17일 스피릿 MC 12에서 웰터급 타이틀을 놓고 권아솔이 도전하는 형국으로 치러졌다. 두 선수의 대결은 치열하다 못해 처절하다는 평가까지 받았지만 승리는 두 번 다 이광희에게 돌아갔다. 하지만 본 대회에서는 라이트급 타이틀을 놓고 이광희가 도전하는 형국으로 치러졌다.

### 결과
| Main card      | Main card       | Main card | Main card       | Main card                    | Main card | Main card | Main card |
| 체급           |                 |           |                 | 방법                         | 라운드    | 시간      | 비고      |
| -------------- | --------------- | --------- | --------------- | ---------------------------- | --------- | --------- | --------- |
| 라이트급       | 권아솔 (c)      | def.      | 이광희          | TKO (닥터 스톱)              | 3         | 1:12      | [ a ]     |
| 미들급         | 후쿠다 리키     | def.      | 이둘희          | TKO (펀치)                   | 2         | 3:57      |           |
| 미들급         | 전어진          | def.      | 박정교          | 판정 (3-0)                   | 3         | 5:00      |           |
| 밴텀급         | 조영승          | def.      | 다무라 이세이   | 서브미션 (리어네이키드 초크) | 2         | 3:57      |           |
| 헤비급         | 루카스 타니     | def.      | 심건오          | 서브미션 (암바)              | 1         | 1:45      |           |
| 웰터급         | 구와바라 기요시 | def.      | 김석모          | TKO (파운딩)                 | 1         | 0:17      |           |
| Young Guns 021 |                 |           |                 |                              |           |           |           |
| 체급           |                 |           |                 | 방법                         | 라운드    | 시간      | 비고      |
| -68 kg 계약    | 김형수          | def.      | 브라이언 최     | 판정 (3-0)                   | 2         | 5:00      |           |
| 웰터급         | 김종목          | def.      | 이진규          | TKO (펀치)                   | 1         | 2:44      |           |
| 밴텀급         | 이재호          | def.      | 다나카 다이사쿠 | 서브미션 (리어네이키드 초크) | 1         | 4:02      |           |
| 밴텀급         | 홍정기          | def.      | 최무송          | 서브미션 (리어네이키드 초크) | 2         | 3:54      |           |
| 플라이급       | 김규화          | def.      | 곽종현          | 서브미션 (리어네이키드 초크) | 1         | 4:25      |           |
| 라이트급       | 정윤재          | def.      | 이상일          | TKO (펀치)                   | 1         | 4:37      |           |
| 플라이급       | 채종헌          | def.      | 김진민          | 서브미션 (리어네이키드 초크) | 2         | 1:20      |           |

1. ↑  로드 FC 라이트급 챔피언십

### 라운드 걸
- 박시현, 세레나, 공민서

## Road FC 021: Champions Day
굽네치킨 Road FC 021: Champions Day는 대한민국의 종합격투기 단체 로드 FC가 2015년 2월 1일 서울 장충체육관에서 개최한 대회이다.

### 결과
| Main card      | Main card     | Main card | Main card       | Main card                    | Main card | Main card | Main card |
| 체급           |               |           |                 | 방법                         | 라운드    | 시간      | 비고      |
| -------------- | ------------- | --------- | --------------- | ---------------------------- | --------- | --------- | --------- |
| 페더급         | 최무겸 (c)    | def.      | 서두원          | 판정 (2-1)                   | 4         | 5:00      | [ a ]     |
| 플라이급       | 송민종        | def.      | 가스가이 다케시 | 판정 (3-0)                   | 4         | 5:00      | [ b ]     |
| 밴텀급         | 김수철        | def.      | 와그너 캄포스   | TKO (펀치)                   | 1         | 2:18      |           |
| 라이트급       | 사사키 신지   | def.      | 김창현          | 판정 (3-0)                   | 3         | 5:00      |           |
| 여자 아톰급    | 박지혜        | def.      | 이리에 미유키   | TKO (펀치)                   | 2         | 3:31      |           |
| 페더급         | 타이런 헨더슨 | def.      | 홍영기          | 서브미션 (변형 기무라 록)    | 1         | 3:42      |           |
| Young Guns 020 |               |           |                 |                              |           |           |           |
| 체급           |               |           |                 | 방법                         | 라운드    | 시간      | 비고      |
| 페더급         | 김원기        | def.      | 정석찬          | 서브미션 (암바)              | 2         | 4:25      |           |
| 라이트급       | 김경표        | def.      | 정제일          | TKO (펀치)                   | 1         | 1:39      |           |
| 페더급         | 장대영        | def.      | 김민호          | TKO (펀치)                   | 1         | 2:32      |           |
| 웰터급         | 오재성        | def.      | 후지이 쇼타     | 판정 (2-1)                   | 2         | 5:00      |           |
| -60 kg 계약    | 채종헌        | def.      | 김우재          | 서브미션 (리어네이키드 초크) | 1         | 4:16      |           |
| 라이트급       | 양재웅        | def.      | 김이삭          | 판정 (2-1)                   | 2         | 5:00      |           |
| 밴텀급         | 장익환        | def.      | 박재성          | 판정 (3-0)                   | 2         | 5:00      |           |
| 플라이급       | 윤호영        | def.      | 김재경          | 판정 (3-0)                   | 2         | 5:00      |           |

1. ↑  로드 FC 페더급 챔피언십
2. ↑  잠정 로드 FC 플라이급 챔피언십

### 보너스 상
파이트 오브 더 나이트 최영기 변호사 상은 로드FC 영건스 경기 중 가장 우수한 경기력을 보여준 선수에게 주는 상이다.
- 파이트 오브 더 나이트 최영기 변호사 상 : 장대영

### 라운드 걸
- 박시현, 민제이, 세레나, 공민서

## 같이 보기
- 로드 FC 챔피언 목록
- 로드 FC 대회 목록
- 현 로드 FC 선수 목록
- 로드 FC 어워즈